# Droit palestinien
Le droit palestinien est l'ensemble du droit pratiqué et appliqué par les Palestiniens en Palestine, et particulièrement à travers l'État de Palestine. Il est principalement influencé par le droit islamique hanafiste, mais aussi historiquement par les autres aspects du droit de l'Empire ottoman, par le droit français, anglais, jordanien et israélien.

## Historique

Un juge au travail en Palestine vers 1922.

Le droit palestinien s'enracine principalement dans le rattachement de cette région à l'Empire ottoman à partir de 1517. La madhhab qui a ainsi profondément influencé la culture juridique islamique palestinienne est le hanafisme. À partir de 1839, les réformes Tanzimat commencent le mouvement d'inspiration du droit codifié à l'occidentale, avec notamment le Medjellé adopté en 1871 et le code de procédure pénale en 1879. Toutefois, dans le Sud de la Palestine, l'Empire ottoman n'a pas établi ses tribunaux nizamiye (it) inspirés du droit français, préférant réorganiser et superviser les systèmes traditionnels de justice locaux. En 1917, le Royaume-Uni s'empare de la région, met en place la Palestine mandataire et réforme grandement le système judiciaire ottoman en place, mais le style jurisprudentiel de la common law ne s'est pas transplanté en Palestine
,. On peut noter que déjà durant l'époque de la Palestine mandataire, les femmes palestiniennes agissent pour transformer le droit et le rendre plus égalitaire.

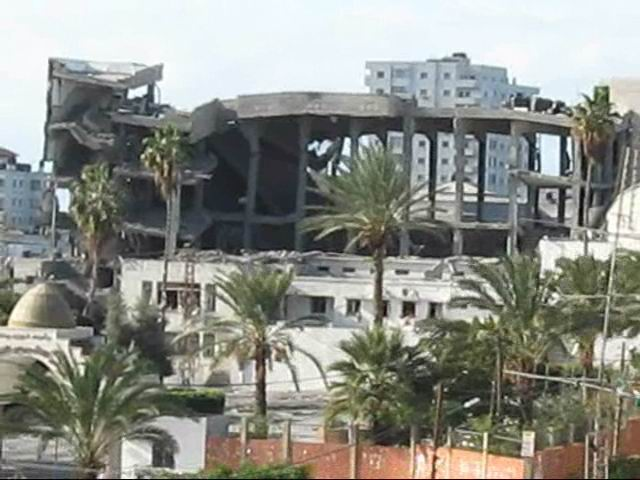
Le Conseil législatif à Gaza, détruit par l'armée israélienne en 2009.

Après la Nakba en 1948, la Jordanie règne sur la Cisjordanie et l'Égypte sur la bande de Gaza. La Jordanie entreprend beaucoup de réformes législatives tendant à unifier le système judiciaire cis-jordanien avec le reste du pays trans-jordanien. En 1967, l'armée d'Israël envahit la Cisjordanie et la bande de Gaza et s'appuie sur la loi martiale pour faire de vastes réformes législatives, supplantant le pouvoir judiciaire indépendant par plus de 2500 tribunaux militaires. À partir de 1996, le Conseil législatif palestinien s'investit dans la création d'une loi fondamentale pour l'État palestinien,. Le droit palestinien accorde au droit international une place toujours plus importante depuis lors.

## Droit public
Selon les travaux de Mazen Masri et Nimer Sultany tels que discutés par Emilio Dabed, les processus politico-juridiques au Moyen-Orient excèdent les catégories du libéralisme et des doctrines juridiques occidentales correspondantes: il serait nécessaire d'entretenir un sens critique et une approche réflexive pour mieux saisir la politique et le droit palestiniens.

### Loi fondamentale
La loi fondamentale (en arabe Qanun al- assassi) palestinienne, qui fait suite aux accords d'Oslo, a été votée par le Conseil législatif palestinien en octobre 1997, promulguée en mai 2002, et amendée en mars 2003.
Elle instaure un régime de type présidentiel où le « président de l'Autorité nationale » nomme le Premier ministre, peut le démettre, lui demander de réunir le gouvernement (appelé « conseil des ministres »).
Elle proclame le « droit de participer à la vie politique, en tant qu’individu ou en tant que groupe, que ce soit au sein d’un parti politique, d’un syndicat, d’associations, de ligues ou de clubs », dans son article 26b.

### Droit pénal
L'avortement est illégal selon les articles 321 à 325 du Code pénal jordanien, qui est dérivé d'anciennes dispositions françaises et ottomanes, et selon l'article 8 de la loi numéro 20 de 2004, sauf danger attesté pour la vie de la personne enceinte. Le droit pénal palestinien est fortement marqué par le patriarcat selon Nadera Shalhoub-Kevorkian, qui appelle le pouvoir législatif palestinien à engager des réformes.

### Droit de l'environnement
En vertu de la loi numéro 7 de 1999, l'Autorité de la qualité environnementale (en) du gouvernement palestinien est chargée de lutter contre la pollution, en s'alignant particulièrement sur les traités internationaux en la matière.

### Droit de la citoyenneté
La question de la citoyenneté palestinienne est particulièrement importante pour les modalités du droit au retour des réfugiés palestiniens, mais il n'y a pas encore de législation dédiée.

### Droit associatif
Les différents pouvoirs successifs qui ont régi la société palestinienne ont apporté de fortes limites au droit des associations, réglementé initialement par la loi ottomane de 1909.

## Droit privé

### Droit de la famille
Le droit de la famille appliqué dépend du statut personnel et donc de la religion de chaque personne. Le droit de la famille des Palestiniens musulmans est ainsi garanti par un ordre judiciaire islamique spécial,,. Il existe des tensions particulières entre le droit étatique (qanun) et le droit islamique (fiqh) dans ce domaine,, qui tiennent en partie au fait que les cadis officient généralement de manière objectivement plus efficace. Les femmes palestiniennes utilisent différentes stratégies pour tourner à leur avantage les différentes pratiques juridiques, marquées par le patriarcat,. L'État palestinien joue aussi un rôle dans la transformation du droit vers davantage d'égalité en matière de mariage.

### Droit de la propriété intellectuelle
Les brevets et la propriété intellectuelle industrielle sont réglementés par une loi de 1953,.

### Protection du consommateur
Plusieurs juristes ont recommandé la transposition du droit de l'Union européenne en matière de protection des consommateurs,.

## Justices
Le droit palestinien connaît plusieurs registres de justice, qui coexistent plus ou moins formellement. Ainsi, en dehors de la justice étatique transplantée en majeure partie par les Britanniques, il existe deux formes de résolution des conflits fondées sur la 'urf qui sont la justice des tribus et la sulha.

### Les juges de l'Autorité palestinienne
La justice étatique rattachée à l'Autorité palestinienne a été formée sur les restes du système ottoman, tel que réformé par les Britanniques puis détruit par l'introduction des tribunaux militaires israéliens. Cette justice étatique a ainsi souffert depuis sa création de difficultés liées notamment à l'impossibilité de faire appliquer les jugements par la police palestinienne, principalement à cause de l'ingérence des forces israéliennes dans les affaires et les territoires palestiniens. Les justiciables palestiniens, confrontés à cette inefficacité, sont souvent réduits à faire appel à des succédanés comme la médiation à travers des syndicats ouvriers ou l'administration palestinienne. Selon Hillel Frisch et Menachem Hofnung, cette faiblesse de la justice étatique palestinienne ne serait pas « empiriquement » explicable par l'ingérence israélienne, et serait en fait due à un manque de libéralisme de la part des hommes politiques palestiniens couplé à une « quête du pouvoir » de l'exécutif de l'Autorité Palestinienne qui saboterait sa propre justice dans une logique totalitaire. Ainsi selon Haim Sandberg, les juges de l'Autorité palestinienne continueraient aujourd'hui de se battre pour garantir une véritable indépendance de la justice vis-à-vis du Ministère de la Justice. Quelles que soient les raisons, la justice administrative est particulièrement discréditée aux yeux de la population à cause de divers dysfonctionnements, ce pourquoi Farouq Saber Al-Shibli et Numan Ahad Elkhatib préconisent de créer une véritable juridiction administrative.

### Droit tribal
Le système des tribus bédouines joue un certain rôle dans la justice coutumière palestinienne, et s'entremêle particulièrement avec la justice islamique,. Le droit tribal, en arabe qada' 'asha'iri, remonte à l'époque pré-islamique ; il a été formalisé pendant la période du mandat britannique. Un juge dans le cadre du droit tribal énonce un verdict qui fait référence aux coutumes et qui oblige les deux parties.

### Sulha

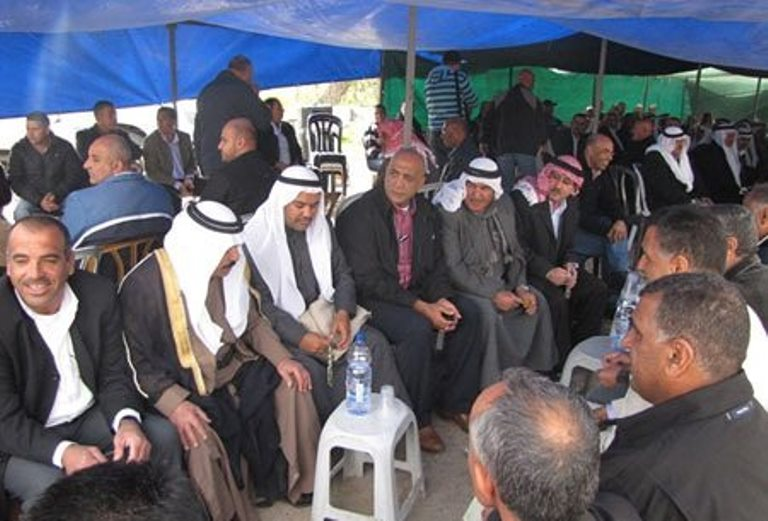
Sulha entre deux familles en 2015.

La sulha est un mode de résolution des conflits palestinien qui passe par la conciliation et dont l'objectif d'harmonie et de paix la rapproche de la justice réparatrice. A la différence de la justice tribale, la sulha met en place une médiation ; elle ne conduit pas à un jugement.

## Articulations avec le droit israélien

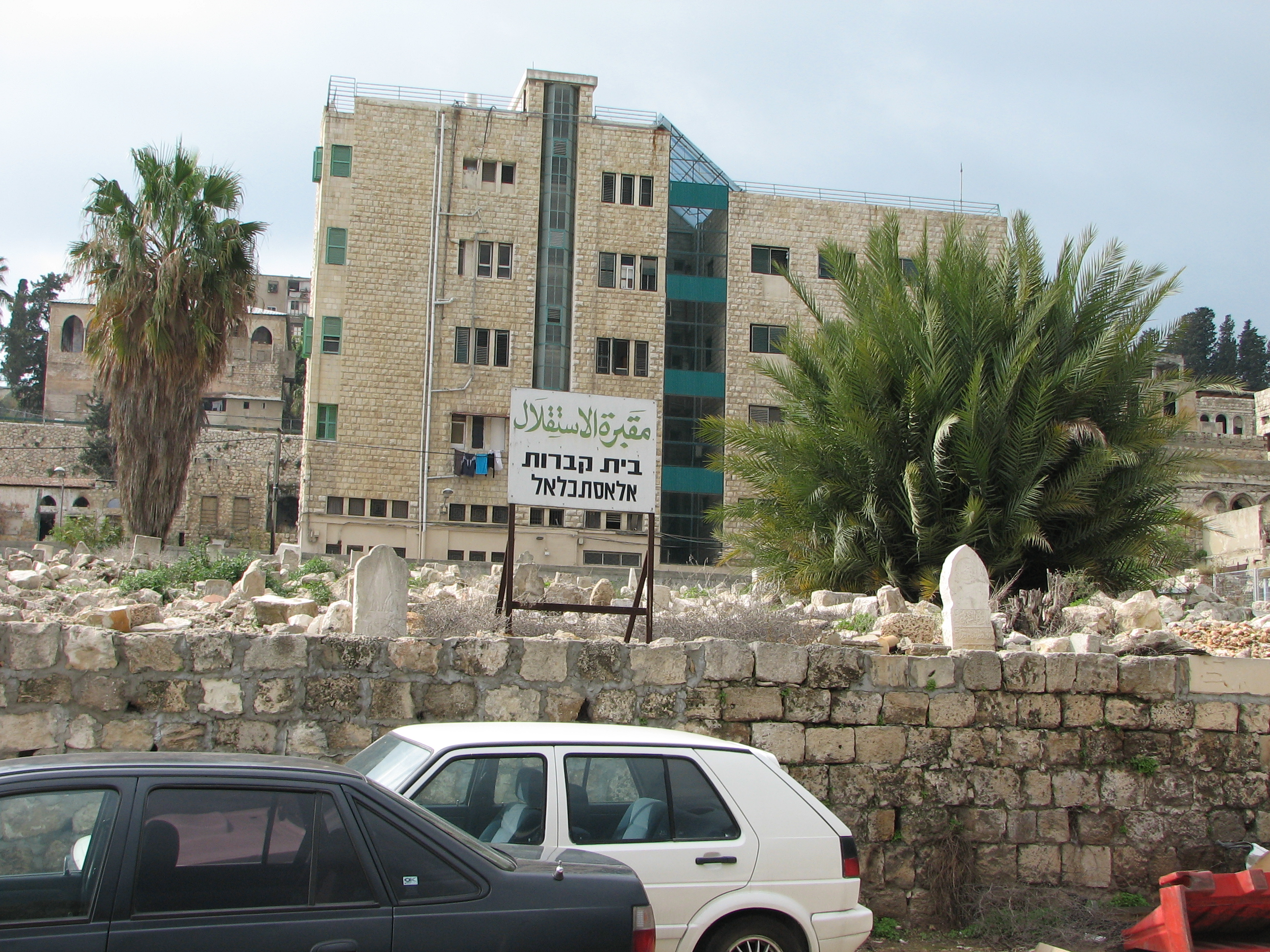
Le cimetière Al Istiklal à Haïfa. Les waqf sont un des sujets à propos desquels l'application du droit islamique palestinien est la plus disputée.

En Cisjordanie, des tribunaux militaires installés par l'occupation israélienne appliquent un statut juridique discriminatoire envers les Palestiniens, qui ne bénéficient pas du droit commun appliqué aux colons israéliens
,,. De manière générale, les interventions israéliennes qui sapent les efforts d'organisation palestiniens empêchent la consolidation d'un ordre juridique palestinien, qui demeure jusqu'à aujourd'hui bourgeonnant. Selon Ido Shahar, l'appréhension de la charia comme un « droit coutumier » au sein du droit israélien est un ressort commun du pluralisme juridique au sens faible, caractéristique du droit colonial. Ce chercheur à l'université de Haifa décrit toutefois aussi les tribunaux islamiques au sein de la justice israélienne comme des lieux de résistance autochtone à travers le droit.